# Чемпіонат НДР з хокею 1982—1983
Чемпіонат НДР з хокею 1983 — чемпіонат НДР, чемпіоном став клуб СК «Динамо» (Берлін) 10-й титул.

## Таблиця
| М  | Команда               | І  | Пер | Н | Пор | Ш     | О  |
| -- | --------------------- | -- | --- | - | --- | ----- | -- |
| 1. | СК «Динамо» (Берлін)  | 10 | 7   | 2 | 1   | 73:43 | 16 |
| 2. | «Динамо» (Вайсвассер) | 10 | 1   | 2 | 7   | 43:73 | 4  |

Скорочення: М = підсумкове місце, І = ігри, Пер = перемоги, Н = нічиї, Пор = поразки, Ш = закинуті та пропущені шайби, О = набрані очки

## Матчі
- СК «Динамо» (Берлін) — «Динамо» (Вайсвассер) 8:4
- «Динамо» (Вайсвассер) — СК «Динамо» (Берлін) 5:8
- СК «Динамо» (Берлін) — «Динамо» (Вайсвассер) 9:4
- «Динамо» (Вайсвассер) — СК «Динамо» (Берлін) 5:9
- СК «Динамо» (Берлін) — «Динамо» (Вайсвассер) 7:7
- «Динамо» (Вайсвассер) — СК «Динамо» (Берлін) 2:9
- СК «Динамо» (Берлін) — «Динамо» (Вайсвассер) 6:6
- «Динамо» (Вайсвассер) — СК «Динамо» (Берлін) 1:6
- СК «Динамо» (Берлін) — «Динамо» (Вайсвассер) 8:4
- «Динамо» (Вайсвассер) — СК «Динамо» (Берлін) 5:3